# Жайыкский сельский округ
Жайыкский сельский округ — упразднённое административно-территориальное образование в Акжаикском районе Западно-Казахстанской области.

## Административное устройство
1. село Жайык